# Calceolaria biflora
Calceolaria biflora (arguenita)  es una planta perenne endémica de Argentina y de Chile, en donde crece entre la IV y XII región. Habita en lugares húmedos de la alta cordillera.

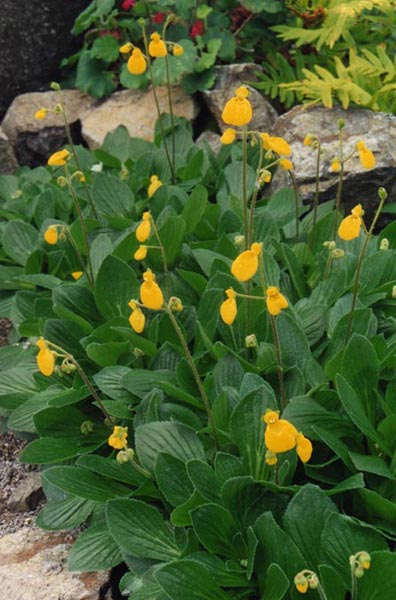
Vista de la planta en su hábitat

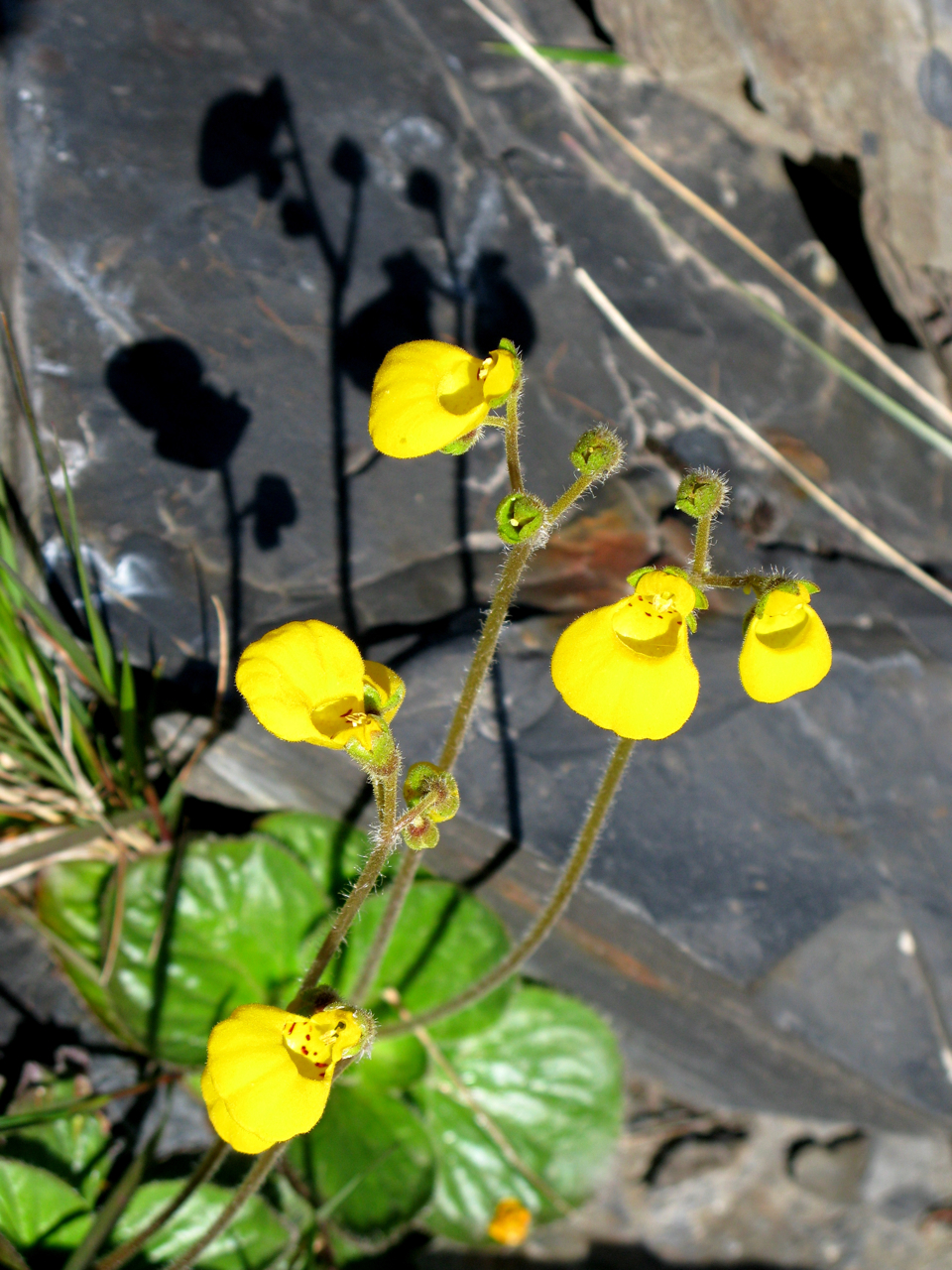
Vista de la planta en su hábitat

## Descripción
Planta herbácea,  perenne que alcanza una altura de hasta 40 cm. Las hojas se hallan agrupadas en la base en forma de roseta, de forma aovado-lanceoladas, con los bordes irregularmente dentados. La lámina foliar tiene de 3-12 x 3-6 cm, es glabra y con la nervadura muy marcada. Las flores son hermafroditas, de color amarillo, reunidas en inflorescencias cimosas; son globosas y tienen de 1 a 1,5 cm de diámetro. El cáliz está partido en cuatro sépalos, la corola está formada por pétalos muy modificados; el androceo presenta dos estambres de anteras naranjas. El fruto es una cápsula con muchas semillas diminutas en su interior.

## Taxonomía
Calceolaria biflora fue descrita por Jean-Baptiste Lamarck y publicado en Encycl. 1: 556 1785.
Etimología
Calceolaria: nombre genérico que deriva del latín y significa "zapatero".
biflora: epíteto latino que significa "con dos flores".
Sinonimia
- Boea plantaginea (Sm.) Pers.
- Calceolaria andicola Gillies ex Hook.
- Calceolaria falklandica (S.Moore) Kraenzl.
- Calceolaria hoppeana Morrison ex Loudon
- Calceolaria morrisonii G.Don
- Calceolaria nudicaulis Meyen ex Walp. & Schauer
- Calceolaria plantaginea Sm.
- Calceolaria plantaginea var. magellanica Clos
- Fagelia biflora (Lam.) Kuntze
- Fagelia biflora var. plantaginea (Sm.) Kuntze
- Fagelia biflora var. uniflora Kuntze
- Fagelia falklandica S.Moore
- Fagelia plantaginea (Sm.) S.Moore[7]